# リヒャルト・ヴァルター・ダレ
リヒャルト・ヴァルター・オスカール・ダレ（ドイツ語：Richard Walther Oskar Darré、1895年7月14日 - 1953年9月5日）は、ドイツ国の政治家。国家社会主義ドイツ労働者党農政全国指導者。ヒトラー内閣では食糧農業大臣を務め、「血と土」イデオロギーを推進した。最終階級は親衛隊大将位の親衛隊名誉指導者。

## 生涯

### 生い立ち
ダレはアルゼンチン・ブエノスアイレス近郊の街ベルグラーノで生まれた。父はドイツ人（ユグノー系）、母はスウェーデン人であった。父は貿易会社の重役だった。両親の結婚生活は幸福なものではなかったが家庭は裕福で、第一次世界大戦の何年か前に国際関係の悪化のためドイツへの帰国を余儀なくされるまでの間、息子たちを個人的に教育した。そのおかげで、ダレは英語・スペイン語・ドイツ語・フランス語の四か国語に堪能だった。
両親はダレが9歳のとき、ハイデルベルクの学校に通学させるためドイツへ行かせた。1911年に彼は交換生徒としてウィンブルドンのキングス・カレッジ・スクールに行き、翌年、残りの家族はドイツへ戻った。その後、リヒャルト（彼は家庭でそう呼ばれていた）はグンマースバッハの実科高等学校で2年間を過ごし、1914年前半にはゲッティンゲン南部の街ヴィッツェンハウゼンのドイツ植民地農業商業工業学校へ移った。そこで彼の農業に対する関心は呼び起こされた。
ヴィッツェンハウゼンで一学期過ごした後、彼は軍に志願し、第一次世界大戦に出征した。戦争が終わった後、彼は農業で生活をするためアルゼンチンへ戻ろうと考えたが、長年のインフレーションで家庭の経済的事情が厳しく、これを断念した。代わりに彼は研究を続けるため、ヴィッツェンハウゼンに戻った。その後、彼はポンメルンで農場の助手として無報酬の仕事に従事した。そこで復員ドイツ兵の治療を観察したことは、後の著作に影響を与えた。
1922年に彼は研究を続けるためハレに移った。そこで彼は家畜の飼育を専攻し、農学の学位を取得した。1929年には博士研究を完了。この頃、彼は東プロイセンやフィンランドで働くことに若干の時間を費やした。

### 政治的な覚醒
ドイツ青年としてダレはまず、土地への回帰に傾倒する民族主義的な青年のグループ「アルタマーネン」に加入した。ダレが「北方人種の将来は土に結びつけられている」という観念を展開し始めたのはこうした背景によるものであり、それは「Blut und Boden（血と土）」として知られるようになった。「Blut」すなわち「血」は人種あるいは血統を表現し、「Boden」は土、領域、または土地と解釈することができる。この理論の本質は、占有され耕される土地と人間との間の長期にわたる相互関係である。1926年に発表されたダレの初めての政治的な論文は内なる植民地化に関するもので、失われた植民地を取り戻そうと試みるドイツに反対する内容であった。とはいえ、この時期における彼の著作の大部分は家畜の飼育の技術面に関するものである。
彼の最初の著書「Das Bauerntum als Lebensquell der nordischen Rasse（北方人種の生命の源としての農民階級）」は1928年に書かれた。彼は森の保護を大いに強調してより自然な土地管理の方法を主唱し、家畜を飼育するに際しては、もっと開放的な空間と空気が必要だと主張した。こうした主張を聞いて感銘を受けた人々の一人がハインリヒ・ヒムラーだった。ヒムラー自身も「アルタマネン」のメンバーである。
二つの主要な作品において、ダレはドイツ農民を「ドイツ国民の文化的人種的中核を形成し、北欧人の先祖を持つ均質的な人種集団」と定義した。北欧人の出生率は他の人種より低いので、北欧人は長い間、絶滅の脅威のもとにあった。

### ナチス党員として

#### 闘争時代

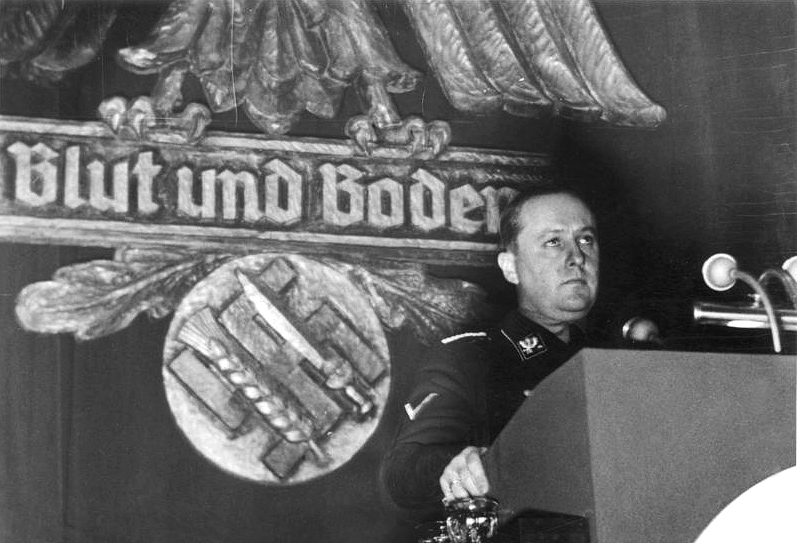
1937年12月13日、ゴスラーの農業コミュニティーの会議で、「血と土」と書かれた食料農業省のロゴの前で挨拶するリヒャルト・ヴァルター・ダレ

ダレは1930年6月1日に国民社会主義ドイツ労働者党に入党（党員番号248,256）して活動的な党員となり、農民をナチスに加入させるため1930年夏に農業に関する政治組織を設立した。彼はこの組織に対して三つの主要な役割を果たした。すなわち、都市政府に対する武器として田園地方の農民の不安につけ込むこと、ナチスの忠実な後援者として農民を味方につけること、将来の東側の征服地でスラヴ人にとって代わる移民として使える人々の選挙区を獲得すること、以上の三つである。すべてにおいて、彼は田園地方を国家社会主義に向けることにかなりの成功をおさめた。
1932年6月にナチ党全国組織指導部の第5部（農業）部長に任命、9月22日にはナチ党全国経済評議会の委員の一人となる。12月14日にダレはナチ党の農業政策部長に任命された。7月31日には6区（ポンメルン地区）選出の国会議員となる。

#### 親衛隊員として
ダレは1931年4月16日に親衛隊に入隊（隊員番号6,882）。1932年1月1日に設立された親衛隊人種及び移住本部（猛烈に人種差別的で反セム主義的な組織）の設立に際して主導的な役割を果たし、同時に本部長となった。彼は「人種と領域」に対する計画を発展させ、「我が闘争」で詳述された「東方への衝動」や「生存圏」に代表されるナチスの膨張主義的政策にイデオロギー的な背景を与えた。選択的な交配にもとづいてドイツ人の人種的貴族を創造する目標を持っていたヒムラーにダレは強い影響を与えた。しかし後に、ダレは空論的に過ぎるとヒムラーは考えるようになり、ダレとの関係を絶った。

#### 食糧農業大臣への任命
ナチスが政権を掌握してすぐの1933年5月29日にダレは全国農民指導者に就任し1943年までつとめた。6月29日にアルフレート・フーゲンベルクの後任として食糧農業大臣、6月30日にプロイセン州食糧農業大臣に任命された。1940年にドイツ軍がフランスを占領したことで、ドイツの食糧問題の危険性はなくなったため、関心を持っていたが生産性の低さから表立って推奨できなかった神秘家ルドルフ・シュタイナーのバイオダイナミック農法への支持を明らかにし、「バイオダイナミック農法は真理であり」、ドイツの荒廃という「袋小路から抜け出す唯一の方法である」として、党員に支持を呼びかけた。彼は独立小農民を保護する世襲農場法の制定を進めたが、この法律は論争を引き起こした。彼はまた、北海から土地を開発することにも尽力した。また彼は、概してヒャルマル・シャハトとの関係がよくなかった。
ダレは大臣在任中から喘息、湿疹、肝臓病に悩まされており、1942年5月23日から病気療養のために大臣職を休職し、食糧省次官のヘルベルト・バッケが大臣職務代理を務めた。ダレは食料大臣の地位は保持したものの、1944年4月1日に辞任した。

### 戦後
ダレは1945年に逮捕され、1948年から開かれたニュルンベルク継続裁判の大臣裁判にかけられた。より重大な（特に大量虐殺に関係する）嫌疑の多くに関しては無罪となったが、懲役7年の刑に処せられた。しかし拘禁期間はほとんど過ぎており、1950年に釈放された。出所してから死ぬまでの3年間は、バイオダイナミック農法の普及活動に心血を注ぎ、戦後復興で化学肥料が不可欠であった西ドイツの趨勢に、バイオダイナミック農法の「手触り」「生きている土壌」「慣習の重視」という神秘的な言葉で対抗した。有機農業運動家カール・カールソンのペンネームでも活動した。1953年9月5日、アルコール依存症に誘発された肝臓がんのためミュンヘンの病院で死去した。

## 人物
- 米軍の勾留記録によると身長は180センチである[5]。

## 家族
彼は生涯に二度、結婚をした。1922年にアルマ・シュタート（Alma Staadt）と結婚したが1927年に離婚し、1931年にシャルロッテ・フォン・フィッティングホフ＝シェル男爵令嬢（Charlotte Freiin von Vittinghoff-Schell）と再婚している。アルマとの間に二人の娘をもうけた。

## キャリア

### 階級
出典
- 1931年4月16日、親衛隊少佐
- 1931年12月10日、親衛隊大佐
- 1932年12月24日、親衛隊上級大佐
- 1933年5月13日、親衛隊中将
- 1934年11月2日、親衛隊大将

### 受章歴
出典
- 鉄十字勲章
  - 二級鉄十字章(1916年)
- 戦功十字章
  - 二級剣付戦功十字章(1940年)
  - 一級剣無戦功十字章（1940年10月2日）
  - 一級剣付戦功十字章(1941年)
- 名誉十字章
  - 前線戦士章
- 黄金ナチ党員バッジ(1936年11月9日)
- 大管区名誉徽章
  - ヘッセン＝ナッサウ大管区名誉徽章
  - テューリンゲン大管区名誉徽章
- 黄金ヒトラー・ユーゲント名誉バッジ（ドイツ語版）
- 勤続章（ドイツ語版）
  - ナチ党勤続章
    - 銅章
    - 銀章
- オリンピック勲章（ドイツ語版）
  - 一級オリンピック勲章（1936年）
- 親衛隊全国指導者名誉長剣(1937年12月1日)
- 親衛隊名誉リング(1933年12月24日)
- 親衛隊私服ピン（ドイツ語版）（23番）
- 親衛隊冬至祭燭台（ドイツ語版）
- 古参闘士名誉章（1934年）
- イタリア王冠勲章（イタリア語版）
  - 大将校章

## 著書
- Das Bauerntum als Lebensquell der nordischen Rasse（北方人種の生命の源としての農民）、1928年

　　(岡田宗司訳『民族と土 (上)』橘書店,1942年)　
- Neuadel aus Blut und Boden（血と土の新貴族）、1930年

　　(黒田礼二訳『血と土』春陽堂書店,1941年)